# The Wild Eight
The Wild Eight est un jeu vidéo de monde ouvert et de survie simulation jeu vidéo développé par la société russe Fntastic et édité par HypeTrain Digital. Les joueurs prennent le rôle de survivants qui se retrouvent bloqués dans le désert sauvage de l'Alaska et doivent travailler ensemble pour rester en vie. Le financement du jeu a été obtenu grâce à une campagne Kickstarter réussie en mai 2016.
Une première version alpha a été publiée via Game Jolt le 23 mai 2016. Cette version du jeu n'inclut pas le mode multijoueur, mais il présente le style visuel et de jeu du jeu. Il contient la collecte de ressources, la chasse, l'artisanat, la mise à niveau et la construction d'abris.

## Système de jeu
S'inspirant de Diablo et d'autres jeux indépendants plus modernes, comme Don't Starve, The Wild Eight est basé sur une équipe de huit joueurs travaillant ensemble pour survivre après un accident d'avion. Alors que les survivants attendent d'être sauvés, leur vie est menacée par un certain nombre d'entités mystérieuses, de créatures et d'objets invisibles. Le site Web de Wild Eight mentionne que les joueurs doivent développer des compétences de survie telles que la construction d'abris, et de la chasse également (une capture d'écran montre une équipe abattant un animal à l'aide de couteaux et de gourdins). Les températures glaciales de la nuit entrent en jeu, des loups mutants en liberté sont présents.
Le jeu peut être joué en solo. La partie finale contient une campagne et des quêtes basées sur l'histoire.

## Développement
The Wild Eight est le premier grand titre pour Fntastic de la République de Sakha, la République de Sakha, mais l'équipe a une certaine expérience dans le secteur des jeux occasionnels. Fntastic a lancé une campagne Kickstarter pour The Wild Eight afin de recueillir 50 000 $ et de créer une communauté autour du jeu. Le projet a été entièrement financé à 11 jours de la campagne. Les contributions sur Indiegogo InDemand après la campagne Kickstarter ont fait passer le total final à plus de 60 000 $ en août 2016.